# 入川保則
入川 保則（いりかわ やすのり、1939年〈昭和14年〉11月10日 - 2011年〈平成23年〉12月24日）は、日本の俳優、司会者、声優、ナレーター、タレント。

## 来歴・人物
兵庫県神戸市東灘区出身。関西学院高等部卒業。関西学院大学中退。身長は171cm。体重は70kg。
学生時代から俳優活動を在阪のテレビにて開始。数年後に活躍の場を広げるために上京した。現代劇と時代劇の両方で、主に脇役として活躍。刑事ドラマや時代劇の悪役、男性的な役どころが多かったが、喜劇的な役も洒脱にこなしていた。初期と中期は地元関西でのタレント・俳優活動が多かった。
3度の離婚歴があり、2度目の妻との間には娘が2人、3度目の妻であるホーン・ユキとの間には3人の息子がいる。2004年にホーンと離婚。その後は子供に頼ることもなく、TVの密着取材によると神奈川県のアパートで一人暮らしだった。。

## 闘病と死
2010年7月、鼠径ヘルニアになり、病院で手術を受けた際に精密検査をして、直腸にがんが見付かった。医師の説明によると、すでに全身に転移していたとのことで、2011年2月の時点で余命半年（早ければ8月、遅ければ12月まで）と宣告されたことを公表した（本人談）。本人は自分の死期を少しも恐れず従容として受け入れ、手術や延命治療などはせず、自分の葬儀の手続も生前に済ませていたという。
同年5月上旬から主演映画『ビター・コーヒーライフ』の撮影に入ることを宣言し、「怖がっても死ぬんだから怖がらない方がいい。最後まで撮り続ける」と語っていた。
一切の手術や延命治療を拒否し、限られた余命を自然のままに終える道を選んで社会の注目を集め、同年6月には、自らの遺言をまとめた著書『その時は、笑ってさよなら 俳優・入川保則 余命半年の生き方』を出版した。また、同年10月には『自主葬のすすめ』と題する著書も出版した。
その後、最初の余命宣告を受けてから9か月が経過した2011年11月10日、入川は72歳の誕生日を迎えた。医師によると、当初の予想よりもがんの進行が遅く、この時点では2012年の正月まで生きられる可能性もあったという。「誕生日を迎えられるとは思っていなかった」という入川は、「今までの誕生日で一番嬉しい。この感動を皆さんに味わってほしい」と、本来ならすでに旅立っているであろうはずの自分がなお生き長らえている喜びを素直に語った。ただ、本人は夏の間に最期を迎える心積もりでいて、秋冬物の服をすべて処分してしまったため、慌ててまた買いに行かなければならないハプニングもあったという。また、彼が住んでいたアパートは2011年11月から建て替えのため住めなくなり、その後は神奈川県厚木市にある知り合いの病院で生活していた。
入川が“遺作”として取り組んだ主演映画『ビター・コーヒーライフ』の公開日は2012年5月12日に決まり、本人は「5月の封切のときまでは何とか頑張りたいけど、ちょっと無理かなという気持ちもあります」と、新たに生きる目標が生じた旨を語っていたが、その目標は果たせずに終わった。ただし、72歳の誕生日に先立つ2011年10月31日、余命の少ない入川本人の希望により、BGMがまだ録音されていない未完成の映像ながらも特別に『ビター・コーヒーライフ』の試写会が実施され、入川は車椅子でこの試写会に出席した。これが公の場に姿を見せた最後であった。
2011年12月8日、入院先の病院の廊下で転倒し、左脚の大腿骨を骨折した。当初は手術も検討されていたが、本人の体力が著しく衰えていた事情から手術は断念された。このことが入川の残り少ない体力と気力をさらに低下させ、余命を縮める一因になったともされている。この骨折から14日後の12月22日、長男が病院に見舞いに来て、長男が帰り際に「帰るよ」と入川に向かって呼びかけると、入川は「ありがとう」と返事をした。これが生前最後の言葉になったとのことである。翌12月23日に意識がなくなり、容態が急変。12月24日午後3時20分、急を聞いて駆け付けた長男に看取られながら、入院先の神奈川県内の病院で死去した。72歳没。最初の余命宣告から10か月後の死であった。本人が生前に定めていた手続に従い、2012年1月4日から1月5日にかけて通夜と葬儀が行われ、式場では本人が生前に録音しておいた肉声によるメッセージが流された。なお、同年1月30日には関係者らによる「お別れの会」が開かれた。

## 出演

### テレビドラマ
- スリラー劇場 / 白い闇（1959年、CX）
- 走れ!白バイ(1960年、ABC）
- 夜の十時劇場 / 青春の深き渕より（1960年、KTV）
- てなもんや三度笠（1962年、ABC）
- 女系家族（1963年 - 1964年、MBS）
- 春ふたたび（1964年、MBS）
- 横堀川（1966-67年、NHK） - 八田孝平
- 大河ドラマ（NHK）
  - 太閤記（1965年） - 奥平貞昌
  - 春の坂道（1971年） - 河合又五郎
  - 元禄太平記（1975年） - 新井白石
  - 風と雲と虹と（1976年） - 藤原子高
  - 花神（1977年） - 福澤諭吉
  - 徳川家康（1983年） - 黒田官兵衛
  - 春の波涛（1985年） - 高瀬牧人
  - 武蔵 MUSASHI（2003年） - 片桐且元
- 三匹の侍 第4シリーズ（CX）
  - 第9話「魔」（1966年）
  - 第21話「復讐」（1967年） - 小野連
- 東芝日曜劇場 （TBS）
  - 第559回「深海魚」（1967年）
  - 第748回「女の庭」（1971年）
  - 第771回「新しい日日」（1971年）
- ザ・ガードマン（TBS / 大映テレビ室）
  - 第130話「結婚サギ師の多忙な生活」（1967年）
  - 第203話「怪談・呪いの館」（1969年）
  - 第239話「金貸しばあさん殺人事件」（1969年）
  - 第240話「生きては帰れぬ地獄トリデ」（1969年）
  - 第323話「大凶! 恋占い連続殺人」（1971年） - 石井
  - 第349話「16歳の花嫁に夫が二人?」、第350話「さよならガードマン! また逢う日まで」（1971年） - 小沢支店長
- レモンのような女 第1話「離婚 結婚」（1967年、TBS）
- 風 第8話「忍びの館」（1967年、TBS / 松竹）
- さむらい（1968年、NET）
- 球形の荒野（1969年、NHK） - 添田彰一
- 素浪人 花山大吉（1969年、NET / 東映）
  - 第9話「死んで花実が咲いていた」 - 名張弓之介
  - 第27話「カッコが良すぎて駄目だった」 - 友一郎
  - 第43話「仇討ちばなしは臭かった」 - 天童左近
- 七人の刑事 第245話「地上300メートルの死刑台」（1969年、TBS） ※最終回
- プレイガール 第30話「恐怖のハネムーン」（1969年、12ch / 東映）
- 銭形平次（CX / 東映）
  - 第178話「盗まれた首」（1969年） - 政吉
  - 第238話「佛像が見ていた」（1970年） - 富坂の文吉
  - 第326話「妻恋飛脚」（1973年） -  豊吉
  - 第570話「明神下に来た女」（1977年） - 弥助
  - 第630話「ドジな男の子守唄」（1978年）
  - 第709話「娘道成寺殺人事件」（1980年） -  高村扇之丞
  - 第829話「ならず者の詩（うた）」（1982年） - 倉田源蔵
  - 第865話「大江戸銃撃戦」（1983年） - 同心・三浦源三郎
  - 第872話「赤鞘の謎」（1983年） - 直助
- 日本怪談劇場 第12話「怪談・乳房の呪い」（1970年、12ch） - 磯貝浪江
- キイハンター 第143話「死刑台に棲む女」（1970年、TBS / 東映）
- わが青春のとき（1970年、NTV）
- 柳生十兵衛 第17話「草笛峠」（1971年、CX / 東映） - 大浦啓次郎
- 恋愛術入門 第17話「女がタマゴを生む時」（1971年2月14日、TBS / 国際放映） - 村上養鶏養豚牧場のボス
- 遠山の金さん捕物帳（NET / 東映）
  - 第31話「よみがえらせた女」（1971年） - 吉松
  - 第90話「涙を見せなかった女」（1972年） - 倉三
  - 第115話「殺しを頼まれた男」（1972年） - 重吉
  - 第162話「緋桜が惚れた男」（1973年） - 菊屋信助
- 軍兵衛目安箱 第18話「流れ星の花」（1971年、NET / 東映） - 八十吉
- 大岡越前（TBS / C.A.L）
  - 第2部 第17話「天狗退治」（1971年9月6日） - 助八
  - 第10部 第26話「辻斬り三葉葵の陰謀」、第27話「将軍吉宗暗殺計画」（1988年） - 徳川宗春
  - 第15部 第14話「小さな出会い」（1998年12月14日） - 中山出雲守
- 大江戸捜査網（12ch / 日活 → 三船プロ）
  - 第31話「恐怖の27人斬り」（1971年）
  - 第478話「仇討ち無情 親子の絶唱」（1981年） - 神林伊織
  - 第592話「少年が襲う! 横浜無宿人狩り」（1983年） - 池上良順
- 徳川おんな絵巻（1971年、KTV / 東映）
  - 第29話「浮世絵の女」、第30話「情事の秘密」 - 惣八
  - 第36話「姫君と用心棒」 - 神保弥太郎
- 眠狂四郎 第7話「峠路に赤い実を撃つ」（1972年、KTV / 東映）
- 世なおし奉行 第24話「幽霊小判」（1972年、NET）
- 荒野の素浪人 第64話「魔ノ山 死の片道切符」（1973年、NET） - 梶井兵馬
- 恐怖劇場アンバランス 第12話「墓場から呪いの手」（1973年、CX / 円谷プロ） - 中川
- 特別機動捜査隊 第597話「愛の屈折 銀座」（1973年、NET / 東映）
- 必殺シリーズ（ABC / 松竹）
  - 必殺仕置人 第3話「はみだし者に情なし」（1973年） - 同心・島本
  - 必殺必中仕事屋稼業 第22話「脅して勝負」（1975年） - 岡村新兵衛
  - 新・必殺仕置人 第23話「訴訟無用」（1977年） - 辻屋仙蔵
  - 江戸プロフェッショナル・必殺商売人 第25話「毒を食わせて店食う女」（1978年） - 長次
- アイフル大作戦 第17話「美女の顔 紛失事件」（1973年、TBS / 東映） - 犬神哲夫
- 水滸伝 第3話「熱砂の決斗」（1973年、NTV / 国際放映） - 李成
- おしどり右京捕物車 第2話「炎」（1974年、ABC / 松竹） - 滝蔵
- 夜明けの刑事（TBS / 大映テレビ）
  - 第3話「隣の家の秘密」（1974年）
  - 第49話「就職の秋・人事課長殺人事件」（1975年） - 河合人事課長
- バーディー大作戦 第4話「シャレコウベは女の顔」（1974年、TBS / 東映） - 鶴見
- 右門捕物帖 第14話「十六夜御用心」（1974年、NET / 東映）
- だいこんの花シリーズ（1974年 - 1977年、NET）
- 破れ傘刀舟悪人狩り 第22話「狂った白刃」（1975年、NET / 三船プロ） - 相馬益胤
- ふりむくな鶴吉 第25話「珊瑚玉の女」（1975年、NHK） - 徳次
- 影同心II 第3話「遅れて咲いた彼岸花」（1975年、MBS / 東映） - 松永軍十郎
- 十手無用 九丁堀事件帖 第5話「この道ご用心」（1975年、NTV / 東映） - 本多辰之進
- 水の炎（1976年、MBS）
- 片隅の二人（1976年、CX）
- 砂の器（1977年、CX / 俳優座映画放送） - 成城署刑事
- 遠山の金さん（NET/東映）杉良太郎版 第1シリーズ
  - 第28話「折鶴の謎を追え‼」（1976年） - 卯七
  - 第72話「罠にすがった女」 (1977年） -工藤
- 桃太郎侍（NTV / 東映）
  - 第19話「中仙道・鬼狩り道中」（1977年） - 安藤数馬
  - 第51話「さらば伊之助」（1977年） - 村上左門
  - 第88話「コロリと八つ手と鬼の面」（1978年） - 宗田玄以
- 江戸を斬る（TBS / C.A.L）
  - 江戸を斬るII 第27話 第28話（1975年） - 徳川家慶
  - 江戸を斬るIII 第13話「金四郎の結婚」（1977年） - 徳川家慶
  - 江戸を斬るV 第26話「花火に散つた老中暗殺」（1980年） - 阿部伊勢守正弘
- 新五捕物帳 第26話「露の涙に春が来る」（1978年、NTV / ユニオン映画） - 朝吉
- 東京メグレ警視シリーズ 第4話「警視と殺人者たち」（1978年、ABC / テレパック）
- 若さま侍捕物帳 第9話「参上!! 夜桜お吉」（1978年、ANB / 国際放映）
- 水戸黄門（TBS / C.A.L）
  - 第9部
    - 第2話「死を賭けた武士道 -いわき-」（1978年8月14日） - 山野井源八郎
    - 第23話「からくりお茶壺道中 -甲府-」（1979年1月8日） - 伊藤数馬

  - 第11部 第15話「天狗の鼻にお灸 -会津-」（1980年11月24日） - 松平正容
  - 第14部 第33話「じゃじゃ馬娘の婿選び -姫路-」（1984年6月11日） - 本多忠国
  - 第25部 第38話「民を救った男の信念-二本松-」(1997年9月15日)　- 横森軍兵衛
  - 第27部 第9話「縁を結んだ南部駒 -盛岡-」（1999年5月17日） - 石毛主膳
  - 第28部 第12話「女三人崖っぷち勝負!」　　　　(2000年5月29日)　- 中島屋市兵衛
  - 第30部    若杉権之丞　　　　　　　　　　　　    
    - 第1話「初春の旅立ち -水戸･日光-」　（2002年1月7日）
    - 第12話「 古都に消えた！双子の秘密-京都-」（2002年4月1日） 　　　　　　

  - 第31部 第7話「格も迷惑意地っ張り母娘 -宮の宿-」（2002年11月25日） - 古田右京
  - 第32部 第11話「紅花咲かせた豪傑女医-山形-」(2003年10月27日)　- 唐木屋与兵衛
  - 第33部 第16話「娘を守った幽霊騒動-出石-」(2004年8月9日)　- 三崎屋清右衛門
  - 第34部 第3話「父子つないだ職人魂 -相馬-」（2005年1月24日） - 小川弥五郎
  - 第35部 第13話「黄門様のお供は偽千太 -人吉-」（2006年1月16日） - 渋田籐右衛門
  - 第36部 第11話「美人壷振り恋の償い -鳥取-」（2006年10月16日） - 浜北屋宗兵衛
  - 第37部 第4話「頑固一徹職人魂 -松本-」（2007年4月30日） - 北村屋
  - 第40部 第17話「暴かれた芭蕉の正体!? -山中-」（2009年11月30日） - 田畑壱右衛門
  - 第43部 第10話「父と呼ばれて… -岡崎-」（2011年9月12日） - 岩田屋
- 土曜ワイド劇場 / 江戸川乱歩の美女シリーズ（ANB）
  - 江戸川乱歩の「妖虫」 赤いさそりの美女（1979年） - 狩野五郎
  - 五重塔の美女 江戸川乱歩の「幽鬼の塔」（1981年） - 大沢祐司
- 銀河テレビ小説 / 春の珍客（1979年、NHK） ※本作でホーン・ユキと共演し、後に結婚
- 花王名人劇場（KTV）
  - 王将・たそがれの王将（1980年）
  - 結婚師ジゴロ（1980年12月）
- 連続テレビ小説（NHK）
  - 虹を織る（1980年） - 小杉（宝塚歌劇団職員）
  - 芋たこなんきん（2007年） - 「波止場」マスター 役
- 非情のライセンス 第3シリーズ 第4話「兇悪の女医・ささやく鍵」（1980年、ANB / 東映） - 木本孝雄 役
- 特捜最前線 第165話「隣にいた絞殺魔！」（1980年、ANB / 東映） - 上原勉 役
- 玉ねぎむいたら… 第1話「玉ねぎむいたら」（1981年、TBS）
- ザ・ハングマンシリーズ（ABC / 松竹芸能）
  - ザ・ハングマン（1981年）
    - 第14話「生き返ったスリ係女刑事」 - 菊村
    - 第44話「人狩り村に潜入せよ」 - 香月浩一郎（香月生薬社長） 役

  - 新ハングマン 第16話「疑惑の教授選につけ入るニセ処刑人」（1983年） - 野村達治（野村興信所 所長） 役
- 加山雄三のブラック・ジャック 第10話「灰色の館」（1981年、ANB / 松竹）
- 太陽にほえろ! 第474話「ロボは知っていた」（1981年、NTV / 東宝） - 原田勝彦 役
- 文吾捕物帳 第8話「女風呂のめぐり逢い」（1981年、ANB / 三船プロ）
- 暴れん坊将軍シリーズ（ANB / 東映）
  - 吉宗評判記 暴れん坊将軍
  - 第37話「女の一途に目を醒せ!」（1978年） - 伊助 役
  - 第204話「夜の風花別れ花」（1982年） - 利助 役
  - 暴れん坊将軍VIII（1997年 - 1998年） - 彦根藩主・井伊直惟（準レギュラー）
  - 暴れん坊将軍X 第22話「運命のいたずら! 父の仇に恋した女」（2000年） - 曽根十太夫
- 幻之介世直し帖 第14話「盗っ人を盗む女」（1982年、NTV / 国際放映）
- 遠山の金さん 第1シリーズ（ANB / 東映） ※高橋英樹版
  - 第17話「花の侠客! 国定忠治江戸日記」（1982年） - 銭屋
  - 第75話「小悪魔のような仮面の女!」（1983年）
- 立花登・青春手控え 第10話「遠方より来る」（1982年、NHK）
- ザ・サスペンス / 遠野殺人事件（1983年、TBS）
- 木曜ゴールデンドラマ（YTV）
  - 再婚の條件（1983年）
  - 千羽鶴幻想（1984年8月9日） - 安福助教授
  - 女系家族（1984年）
- 部長刑事（1984年 - 1989年、ABC） - 六条部長刑事（1984年以前にも出演あり）
- 月曜ドラマランド（CX）
  - のんき君3（1984年）
  - いたずらデパートギャル女は度胸（1984年）
  - 意地悪お手伝いさん3（1985年）
  - いたずらスチュワーデス!（1985年）
  - 探偵桃がたり（1986年）
- 気分は名探偵 第6話「愛されすぎた男」（1984年、NTV / ユニオン映画） - 狭島有二 役
- 世にも奇妙な物語 / 復讐クラブ（1991年、CX）
- 土曜ドラマ（NHK）
  - 愛が聞こえます（1993年） - 瀬田川部長 役
- じゃじゃ馬ならし 第6話（1993年、CX / 共同テレビ） - 御厨理事長 役
- 南町奉行事件帖 怒れ!求馬 第9話「親子引き裂く贋小判」（1997年、TBS / C.A.L） - 萬屋 役
- 松本清張特別企画・聞かなかった場所（1997年、TBS / 東阪企画）
- 金さんVS女ねずみ 第20話「罠! 帰ってきた婚約者」（1998年、ANB / 東映） - 長崎屋吉兵衛 役
- はんなり菊太郎 第1話「帰ってきた男」（2002年、NHK） - 長右衛門 役
- 仮面ライダー555 第1話「旅の始まり」（2003年、ANB / 東映） - 木場勇治の叔父（木場一彰の父） 役
- はみだし刑事情熱系VII 第10話「最後の事件簿! 菊枝の涙と告白」（2003年、ANB / 東映）
- 月曜ゴールデン / 西村京太郎サスペンス 十津川警部シリーズ 第42作「九州ひなの国殺人ルート」（2009年9月28日、TBS） - 大分県警日田警察署長

### 映画
- にっぽんぱらだいす（1964年、松竹）
- 涙にさよならを（1965年、松竹）
- 水で書かれた物語(1965年、日活配給・吉田喜重監督)-松谷静雄(男優では主演)
- 異聞猿飛佐助 (1965年)
- レッツゴー!高校レモン娘（1967年、松竹） - 若山先生
- ハナ肇の一発大冒険（1968年、松竹・渡辺プロ）
- わが闘争（1968年、松竹）
- 吸血髑髏船（1968年、松竹）
- 恋の季節（1969年、松竹）
- めくらのお市　地獄肌（1969年、松竹）
- 風の慕情（1970年、松竹）
- 沈黙 SILENCE（1971年、東宝） - 岡田三右衛門
- 内海の輪（1971年、松竹） - 江村寿夫
- 可愛い悪女 殺しの前にくちづけを（1972年、松竹）
- 同棲時代 今日子と次郎（1973年、松竹）
- 造花の判決（1976年、部落解放同盟中央本部）
- 徳川一族の崩壊（1980年、東映） - 中山忠光
- 風、スローダウン（1991年、東映）
- ミナミの帝王 劇場版11 追憶（1998年） - 署長
- 必殺! 三味線屋・勇次（1999年、松竹）
- アンテナ（2004年、オフィスシロウズ）
- ひだるか（2005年、映画「ひだるか」製作上映委員会）
- ビターコーヒーライフ（2012年） ※遺作

### Vシネマ
- 新・第三の極道VI マフィアの戦慄（1997年、ミュージアム） - ササクラ(ヒットマン)
- 首領への道8（1999年、ミュージアム） - 横浜 大徳組組長 大田原徳治郎
- 真・雀鬼3 東西麻雀決戦（1999年、竹書房）
- 暴力商売 金融餓狼伝（2002年、大映）
- 難波金融伝・ミナミの帝王24 海に浮く札束（2003年、ケイエスエス） - 松原

### バラエティ
- 入川保則のほっとワイド（1985年 - ?、ABC） - 司会
- おっちゃんVSギャル（ABC）

### ラジオ
- 日産さわやか文庫(ラジオ大阪)
- おはよういい朝 入川保則です（ラジオ大阪）

## 関連文献

### 著書
- 『その時は、笑ってさよなら 俳優・入川保則 余命半年の生き方』（2011年、ワニブックス） ISBN  484701989X
- 『自主葬のすすめ』（2011年、ワニブックス）